# Bernache cravant
Pour les articles homonymes, voir Bernache.
Branta bernicla
Espèce
Statut de conservation UICN

 LC  : Préoccupation mineure
La Bernache cravant (Branta bernicla) est une espèce d'oiseaux migrateurs appartenant à la famille des Anatidae.

## Description

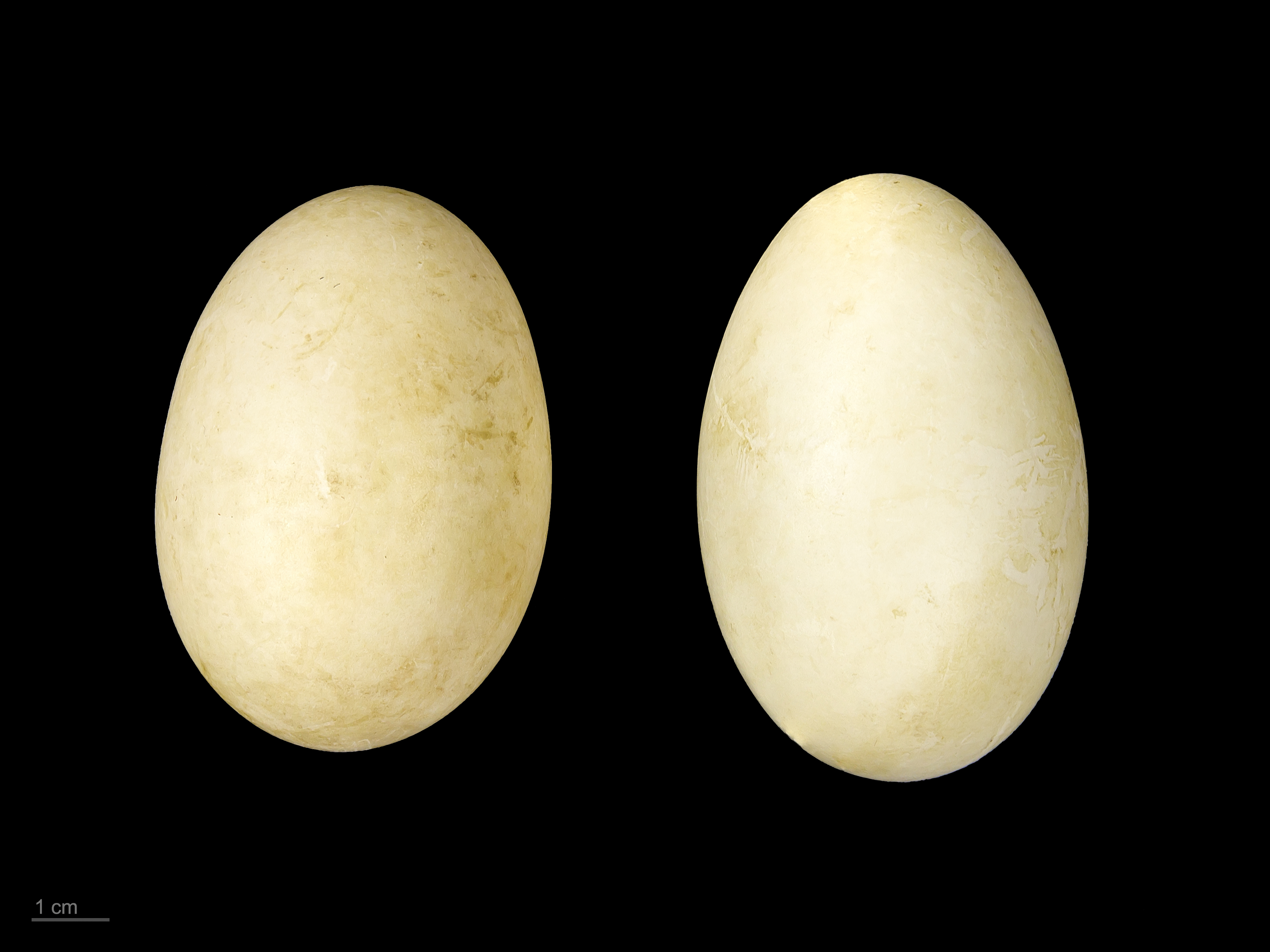
Branta bernicla - MHNT

Facilement identifiable, la Bernache cravant ressemble à une petite oie à dominante sombre. En effet, la tête, le cou, la poitrine, la queue, le bec et les pattes sont noirs tandis que le dessus du corps est gris brun avec des bordures claires. Le dessous du corps et les ailes sont gris brunâtre. Les sus et les sous-caudales sont blanches. Les iris sont brun foncé. Ces caractéristiques peuvent varier selon les sous-espèces.
L'adulte se distingue du jeune par la tache blanche qu'il arbore de chaque côté du cou, formant une cravate d'où est tiré le nom spécifique français.
Cet oiseau mesure entre 51 et 66 cm de longueur pour une envergure de 105 à 117 cm et une masse de 1,2 à 1,7 kg.

## Habitat
- zone de reproduction
- zone d'hivernage
- routes migratoires

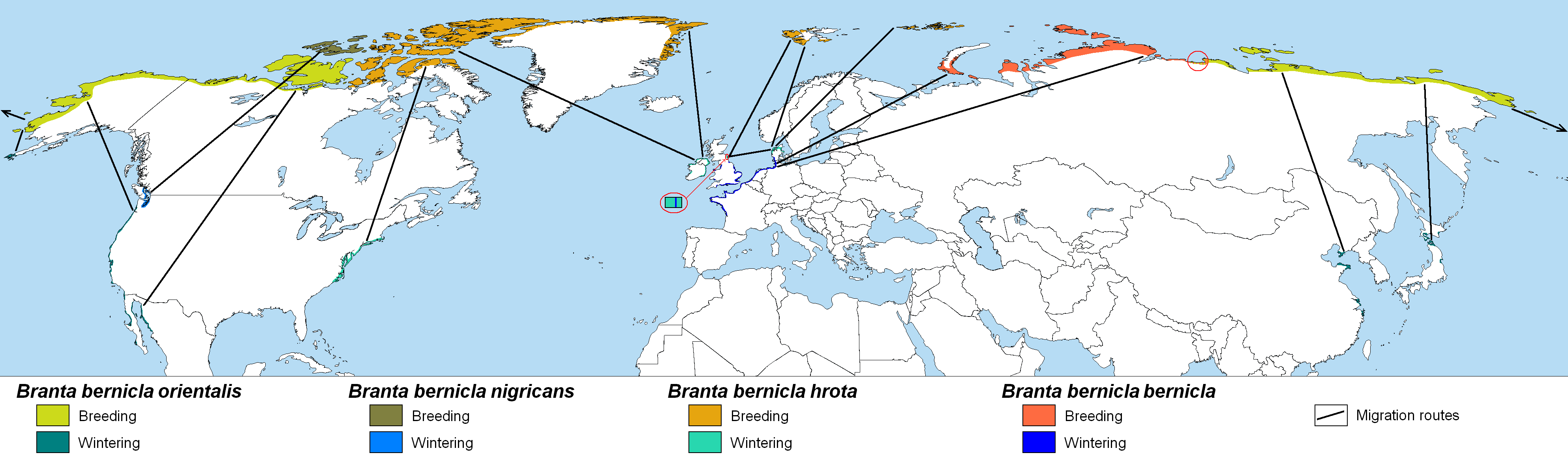
Répartition géographique
Selon les sous-espèces de Branta bernicla :
zone de reproduction
zone d'hivernage
Pour les sous-espèces, voir la légende dans l'image

La zone de nidification s'étend dans la toundra de tout l'hémisphère nord. Selon les populations, la Bernache cravant hiverne en Europe, en Amérique du Nord ou en Asie du Nord-Est.
Elle apprécie particulièrement les zones humides et salées. Elle fréquente principalement des vasières dans des abris naturels, le plus souvent en bandes qui peuvent atteindre plusieurs centaines d'individus, fouillant l'estran à marée basse pour se gaver d'ulves (algue verte communément appelée "laitue de mer") et se regroupant en reposoir de haute mer sur l'eau à marée haute.
La Bernache cravant à ventre sombre (B.bernicla bernicla) peut être observée en hivernage de novembre à mars tout le long de la côte atlantique française, notamment dans le Finistère : l'anse de Penfoulic au Cap-Coz à Fouesnant, l'anse de Goulven ; sur les Côtes-d'Armor : à Saint-Jacut-de-la-Mer, à l'embouchure du Trieux mais aussi à Kerpalud, à côté du port de Paimpol, ou en Baie de Saint-Brieuc ; et également en colonies très importantes tout autour de l’Île d'Oléron et de l'Île de Ré en Charente-Maritime et sur le Bassin d'Arcachon. Par ailleurs la forme à ventre pâle (B.b.hrota, se reproduisant au Canada) hiverne en France d'octobre à avril autour du havre de Regnéville (la baie de Sienne), alors qu'elle est assez répandue ailleurs (sud-ouest Angleterre, Irlande).

## Biologie
La reproduction a lieu au mois de juin. La Bernache cravant niche en petites colonies, souvent sur des îles. Le départ en migration a lieu dès la fin du mois de septembre. En hiver elle s'associe souvent au Canard siffleur.
C'est une espèce avant tout marine que l'on rencontre rarement en eaux douces. Sur les lieux d'hivernage, la Bernache cravant est un herbivore strict, essentiellement spécialisé sur deux phanérogames de l’estran : les zostères marine et naine (Zostera marina et Z. noltii). Cette dépendance fut à l’origine de sa raréfaction dans le second tiers du XXe siècle, à la suite de la forte diminution des surfaces d’herbiers à zostère dans les années 1930. Mais avec l’augmentation des effectifs des bernaches dans les années 1970, on a observé des modifications de leur comportement alimentaire. Ainsi au cours de l’hiver et selon les secteurs occupés, les Bernaches cravant vont consommer préférentiellement Zostera sp. avant de se reporter sur une ressource alternative comme des Ulvaceae ou encore sur les herbus ou prés-salés. Depuis quelques dizaines d’années, les Bernaches cravant ont élargi la gamme de leurs ressources alimentaires en stationnant de façon plus prononcée sur des prairies pâturées ou encore des céréales d’hiver. Ceci pourrait expliquer qu'alors que de nombreuses autres espèces d'oiseaux marins ou des zones humides régressent, cette espèce soit localement en forte augmentation (sur la côte ouest de l'Amérique du nord notamment).

## Population
La population mondiale est évaluée à environ 500 000 individus, très variable selon les années. La France accueille selon les années près de 50 % de la sous-espèce au ventre sombre, et 1% de la sous-espèce au ventre pâle (sources ONCFS 08/2010, GONm et M-N 2020).

## Protection

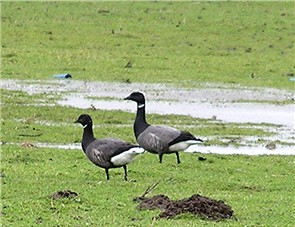

La Bernache cravant bénéficie d'une protection totale sur le territoire français depuis l'arrêté ministériel du 17 avril 1981 relatif aux oiseaux protégés sur l'ensemble du territoire. Il est donc interdit de la détruire, la mutiler, la capturer ou l'enlever, de la perturber intentionnellement ou de la naturaliser, ainsi que de détruire ou enlever les œufs et les nids, et de détruire, altérer ou dégrader son milieu. Qu'elle soit vivante ou morte, il est aussi interdit de la transporter, colporter, de l'utiliser, de la détenir, de la vendre ou de l'acheter.
L'arrêté du 17 avril 1981 a été remplacé par celui d'octobre 2009 pour être en conformité avec le règlement européen. Les interdictions ne concernent que les oiseaux sauvages vivant dans le milieu naturel. Les sujets nés et élevés en captivité, identifiés, peuvent être cédés librement dans tout l'espace de l'Union Européenne et même exportés.

## Sous-espèces
Selon la classification de référence du Congrès ornithologique international (version 15.1, 2025) :

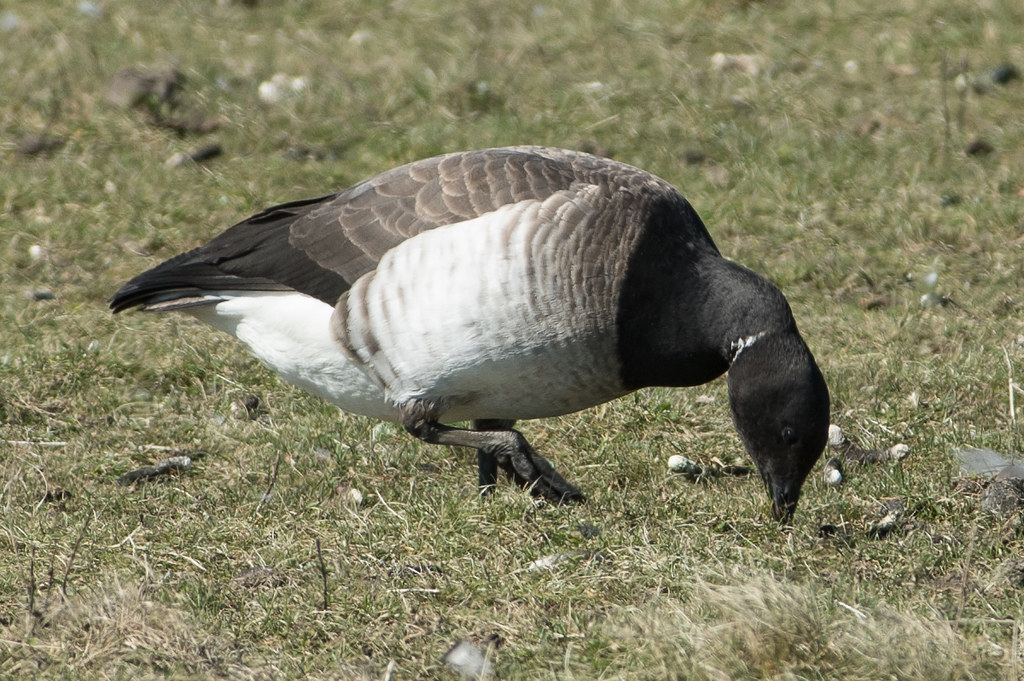
Sous-espèce B. b. hrota.

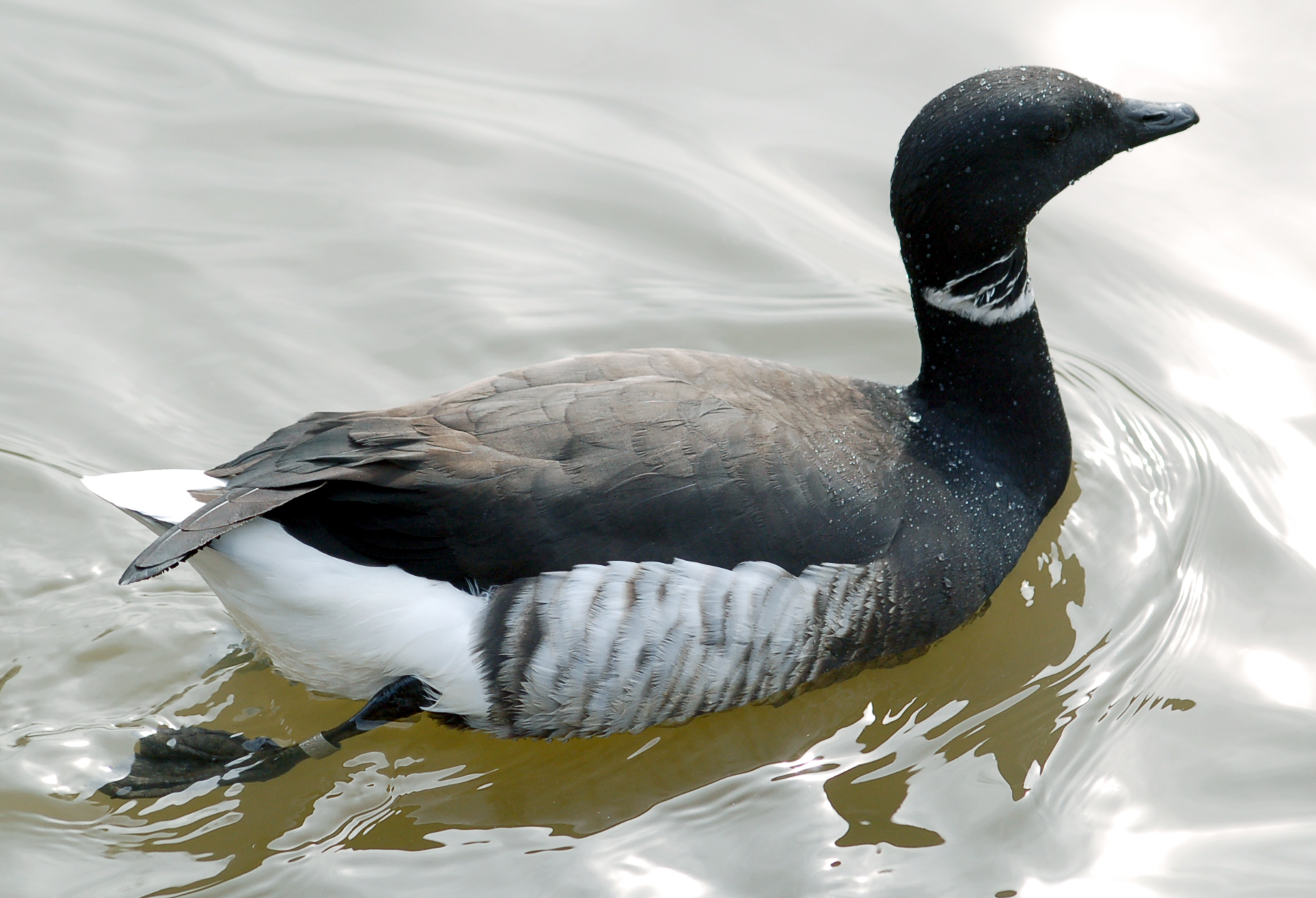
Sous-espèce B. b. nigricans.

- Branta bernicla nigricans (Lawrence, 1846) – la Bernache cravant du Pacifique – se reproduisant en Alaska et dans la Sibérie orientale, et hivernant le long des côtes de l'océan Pacifique jusqu'en Basse-Californie et en Chine, appelée aussi Bernache noire ;
- Branta bernicla bernicla (Linnaeus, 1758) – la Bernache cravant à ventre sombre ;
- Branta bernicla hrota (Müller, OF, 1776) – la Bernache cravant à ventre pâle.

Une quatrième forme à ventre gris (grey-bellied brant) subsiste au Canada. Elle n'est pas confirmée en tant que sous-espèce, étant peut-être une forme intermédiaire entre les sous-espèces hrota et nigricans.
Le statut des sous-espèces de cette bernache a historiquement été le sujet de débats : au Moyen Âge cette espèce était confondue avec la Bernache nonnette, et ces deux espèces étaient censées naître de coquillages ; et plus récemment la Bernache du Pacifique a été appelée orientalis et la forme à ventre gris nigricans.